# ボードゥアン2世 (フランドル伯)
ボードゥアン2世（Baudouin II, 865年ごろ - 918年9月10日）は、2代フランドル伯（または辺境伯、在位：879年 - 918年）。母方の祖父西フランク王シャルル2世のあだ名から禿頭伯（le Chauve）と呼ばれる。

## 生涯

### 治世
ボードゥアン2世はボードゥアン1世と、西フランク王シャルル2世の娘ジュディットとの間に865年ごろに生まれた。ボードゥアン2世の治世の初期には、フランドルはヴァイキングの襲撃を受けた。883年まで、ボードゥアンはフランドル伯領と最も関係が強かったパグス・フランドランシスへと北に移動することを余儀なくされた。ボードゥアンは、サントメール、ブルッヘ、ヘントおよびコルトレイクに木造の要塞を建設した。その後、王室や教会の役人が放棄した土地を押収した。これらの要塞の多くは、後に政府、民兵、および地方裁判所を収容する城塞を形成した。
888年、西フランク王シャルル肥満王が追放され、何人かの候補者がその後継を争うようになった。西フランク王シャルル2世の孫として、ボードゥアンは王冠を争うことができた。しかしボードゥアンらは、東フランク王アルヌルフに西フランク王の位を引き継ぐよう説得したが、アルヌルフに断られてしまった。
ロベール家のパリ伯ウードが最終的に西フランク王となった。ウードとボードゥアンの関係は、ボードゥアンがサン＝ベルタン修道院の支配権を獲得しようとしたときウードがこれを支持できなかったことで悪化した。ウードはブルッヘでボードゥアンを攻撃したが、勝利をおさめることができなかった。ボードゥアンは南への拡大を続け、重要なサン＝ヴァースト修道院のあるアルトワを支配した。

### 結婚
893年から899年の間に、ボードゥアン2世はウェセックス王アルフレッド大王の娘エルフスリュスと結婚した。このイングランド＝フランドル同盟の当面の目標は、ボードゥアンのカンシュ川下流域支配であった。2人の間には4子が生まれた。

### 死
この修道院が900年にランス大司教フルクの管轄下に置かれたとき、ボードゥアンは大司教を暗殺し、教皇ベネディクトゥス4世により破門された。また、ソンム川上流の谷にさらに拡大しようとする試みをヴェルマンドワ伯エルベール1世が反対したため、ボードゥアンはエルベール1世も暗殺させた。ボードゥアンは918年9月10日にブランディンベルク（ヘントの近く）で死去し、長男のアルヌール1世がフランドル伯領を継承、次男のアダロルフは初代ブローニュ伯となった。

## 子女
ウェセックス王アルフレッド大王の娘エルフスリュスとの間に4子をもうけた。
- アルヌール1世（893/9年 - 964/5年） - フランドル伯。アデル・ド・ヴェルマンドワと結婚[10]。
- アダロルフ（英語版）（893/9年 - 933年）[10] - ブローニュ伯
- イールスウィド
- エルマントルド